# Млинські Ниви
48°08′50″ пн. ш. 17°07′38″ сх. д. / 48.1472° пн. ш. 17.1271° сх. д.

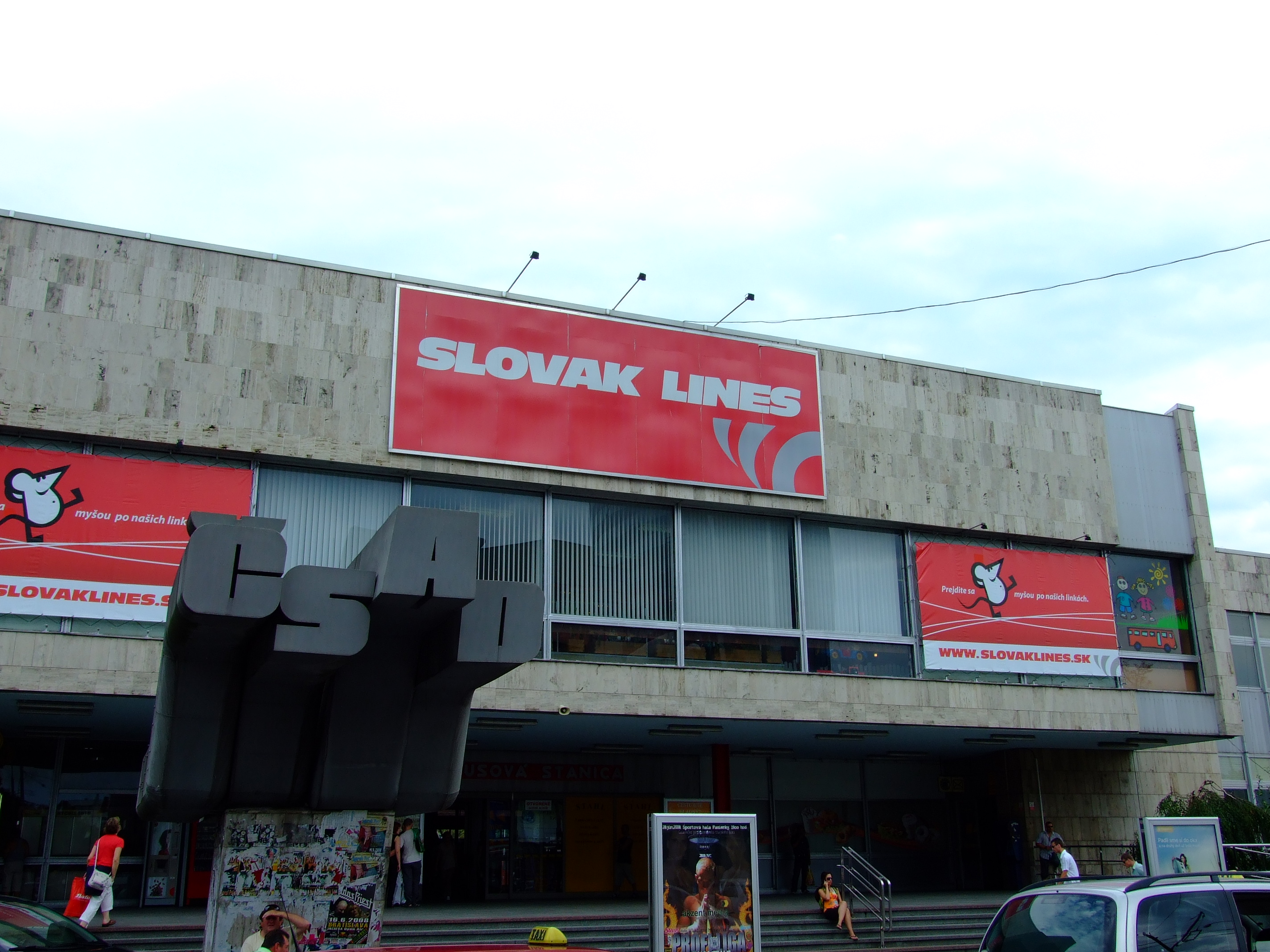
«Млинські Ниви» у 2008 році

Автовокзал Мли́нські Ни́ви ( словац. Mlynské Nivy ) — найбільший колишній  автовокзал Братислави, місце прибуття та відправлення міжміських автобусів, що здійснюють перевезення як усередині Словаччини, так і за її межами.
Знаходиться в центрі міста, поряд з мостом Аполлон .
Будівництво автовокзалу велося у 1975-1983 роках. У 2017 році стару будівлю вокзалу було знищено. На його місці була проведена забудова в рамках проєкту Twin City. Новий автовокзал інтегрований з новим однойменним торгово-розважальним центром  .

## Напрямки руху
З автовокзалу відправляються автобуси в різні міста Словаччини, а також до багатьох міст Європи. Деякі з популярних напрямків, доступних з цього автовокзалу, включають:
- Відень, Австрія
- Праза, Чехія
- Будапешт, Угорщина
- Краків, Польща
- Варшава, Польща
- Берлін, Німеччина
- Мюнхен, Німеччина
- Рим, Італія
- Париж, Франція
- Амстердам, Нідерланди
- Брюссель, Бельгія
- Київ, Україна
- Львів, Україна
- Ужгород, Україна
- Івано-Франківськ, Україна

## Транспортні компанії
Послугами автобусного вокзалу, користуються наступні транспортні компанії:
- Slovak Lines / Словацькі лінії
- Eurolines / Євролінії
- Student Agency Студентська Агенція
- Turancar / Туранкар
- ДМД та інші.